# Brycinus macrolepidotus
Brycinus macrolepidotus es una especie de peces de la familia Alestiidae en el orden de los Characiformes.

## Morfología
Los machos pueden llegar alcanzar los 53 cm de longitud total y 2.000 g de peso.

## Alimentación
Come insectos, crustáceos, peces, vegetals y residuos.

## Depredadores
En Nigeria es depredado por Lates niloticus y Schilbe mystus .

## Hábitat
Es un pez de agua dulce y de clima tropical (22 °C-28 °C).

## Distribución geográfica
Se encuentran en África.